# Tiroteio na sede do YouTube
Em 3 de abril de 2018, às 12:46 p.m. (UTC-7), ocorreu um tiroteio na sede do YouTube em San Bruno, Califórnia. A suspeita foi posteriormente identificada como Nasim Najafi Aghdam, de 38 anos, que entrou no prédio por uma garagem exterior, aproximou-se de um pátio aberto e abriu fogo com uma pistola semiautomática Smith & Wesson de calibre de 9 milímetros, ferindo três pessoas (uma delas criticamente) antes de cometer suicídio. Outro indivíduo feriu seu tornozelo fugindo do local do crime.